# The False Friend (film 1917)
The False Friend è un film muto del 1917 diretto da Harry Davenport. Basato su The Bondage of Fear, un soggetto di Florence Bolles, il film era interpretato da Robert Warwick, Gail Kane, Jack Drumier, Earl Schenck, P.J. Rollow, Lewis Edgard e Pinna Nesbit.

## Produzione
Il film fu prodotto dalla World Film.

## Distribuzione
Il copyright del film, richiesto dalla World Film Corp., fu registrato il 24 maggio 1917 con il numero LU10824.
Distribuito dalla World Film, il film - presentato da William A. Brady - uscì nelle sale cinematografiche statunitensi l'11 giugno 1917.